# Sublime Porta

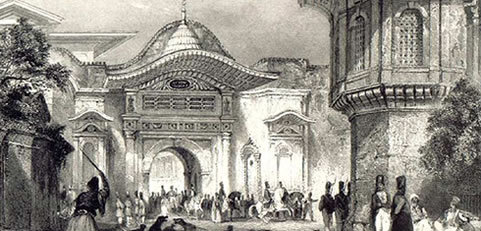
A Bab-ı Ali nos tempos do Império Otomano

Sublime Porta, Porta Otomana, Porta Alta ou simplesmente Porta era a designação corrente dada entre 1718 e 1922 ao governo otomano, particularmente ao gabinete do grão-vizir e ao das relações exteriores. O termo é uma tradução da expressão turca Bab-ı Ali (literalmente, 'porta alta', 'grande portão' ou 'portão principal') referente ao monumental portão de entrada no palácio que alojava os principais órgãos do governo imperial.
O uso da locução 'Sublime Porta' se manteve nas chancelarias europeias até a queda do Império Otomano e a abolição do sultanato, em 1922.

## Origem
O nome tem suas origens na antiga prática segundo a qual o governante anunciava suas decisões e julgamentos oficiais no portão de seu palácio. Essa era a prática no Império Bizantino e também foi adotada pelos sultões turcos otomanos desde Orhan I. O palácio do sultão, ou o portão que levava a ele, ficou conhecido como "Porta Alta". Esse nome se referia primeiramente a um palácio em Bursa. Depois que os otomanos conquistaram Constantinopla (atual Istambul), o portão agora conhecido como "Porta Imperial" (em turco, Bâb-ı Hümâyûn), que levava ao pátio externo do Palácio de Topkapı, ficou conhecido como "Porta Alta" ou "Sublime Porta".
Quando o sultão Suleiman, o Magnífico, selou uma aliança com o rei Francisco I da França, em 1536, os diplomatas franceses atravessaram o portão monumental então conhecido como Bab-ı Ali (agora Bâb-ı Hümâyûn) para chegar ao Vizirato de Constantinopla, sede do governo.
No século XVIII, um novo grande edifício de escritórios em estilo italiano foi construído a oeste da área do Palácio de Topkapi, do outro lado da Alemdar Caddesi (rua Alemdar). Esse prédio se tornou o local do Grão-Vizir e de muitos ministérios. Posteriormente, a edificação e o portão monumental que levava aos seus pátios ficaram conhecidos como Sublime Porta; coloquialmente, também era referido como Portão do Paxá (paşa kapusu). 
A Sublime Porta dava acesso ao pátio externo onde o sultão recebia os embaixadores e onde se realizavam reuniões protocolares e recepções envolvendo o sultão ou o grão-vizir (cargo equivalente ao de primeiro-ministro). Era uma prática oriental comum realizar reuniões ou recepções junto das portas das cidades ou dos palácios reais. O facto de os embaixadores apresentarem credenciais e serem recebidos no pátio, junto ao grande portão do palácio que alojava a corte otomana, levou a expressão Sublime Porta a designar, por sinédoque, o Império como um todo.
A Porta de Constantinopla (paşa kapusu ou Bab-ı Ali) compreendia os seguintes gabinetes: 1) Sadâret, o Grão-Vizirato; 2) Shûrâ-i-Dewlet, o Conselho de Estado, que, sob a presidência do Grão-Vizir, tratava dos assuntos mais importantes do Estado; 3) Châridschije Nasâreti, o Ministério das Relações Exteriores; 4) Dâchilije Nasâreti, o Ministério de Assuntos Internos; 5) Dîwânî-Humâjûn Kalemi, a chancelaria imperial, que até certo ponto fazia a mediação entre a Porta e o sultão e na qual eram emitidos os grandes acordos imperiais.

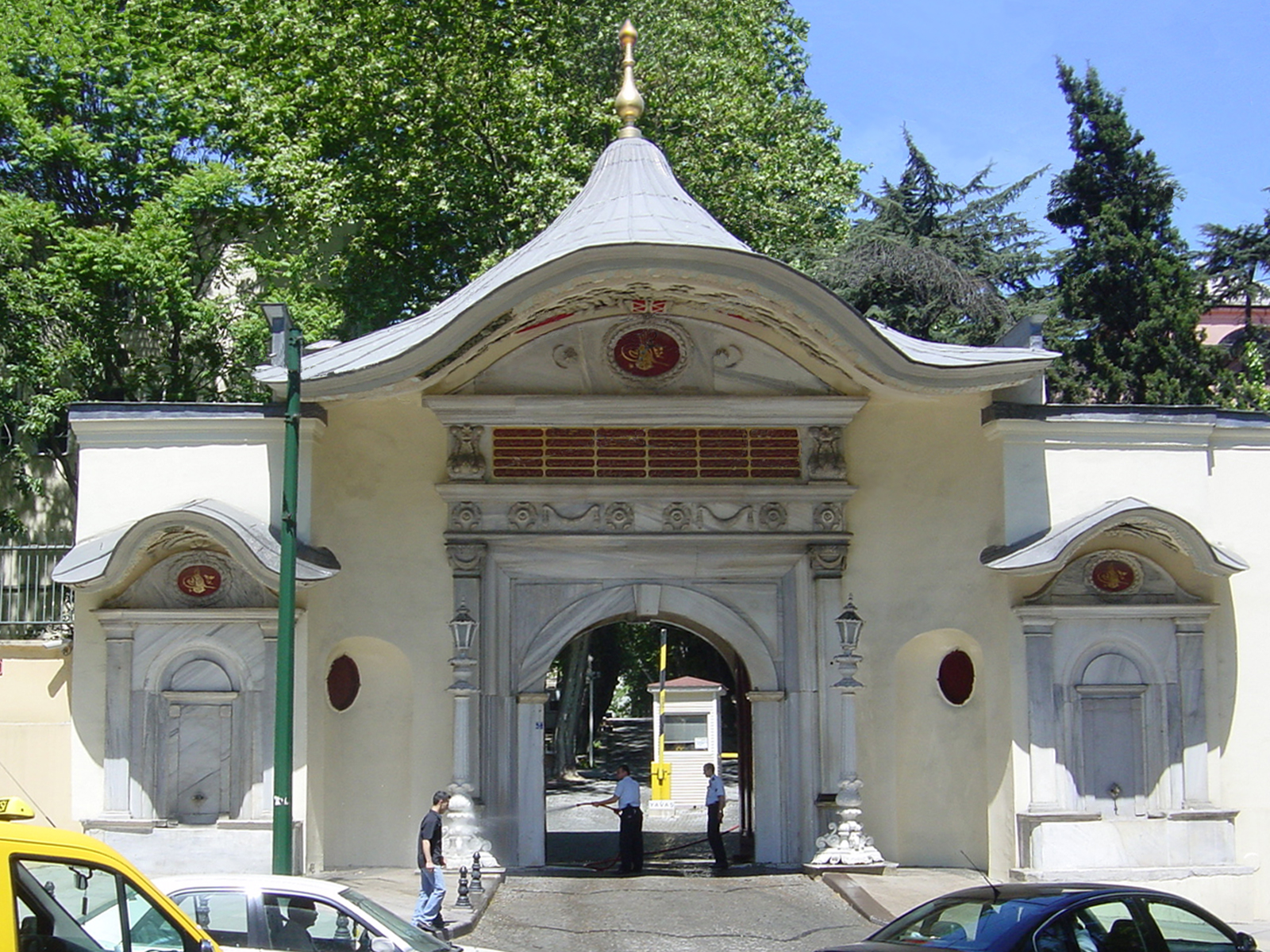
A Sublime Porta em 2006

Dado que, na época, a língua francesa era a língua da diplomacia, a locução entrou nas demais línguas europeias — daí a retenção, mesmo em línguas não latinas, da palavra porta (ou do termo equivalente em cada idioma).
Em 1911, o edifício onde está a Sublime Porta foi seriamente danificado por um incêndio e, com o fim do Império Otomano, foi transformado em sede do Ministério das Relações Exteriores da Turquia. Após a mudança da capital para Ancara, a edificação passou a alojar o governo provincial de Istambul, função que ainda mantém.
Uma interpretação alternativa, segundo a qual a expressão Sublime Porta seria uma referência ao papel de porta de entrada na Ásia (epíteto atribuído durante séculos à cidade de Istambul) carece de fundamento. 